# Polská sjednocená dělnická strana
Polská sjednocená dělnická strana (PSDS), polsky Polska Zjednoczona Partia Robotnicza [polska zjednočona partja robotňiča] (PZPR) byla polská komunistická strana vzniklá v prosinci 1948 spojením Polské dělnické strany (PPR) s Polskou socialistickou stranou (PPS) po čistkách v jejich řadách. Strana vládla v PLR až do roku 1989 formou diktatury proletariátu. Realizovala program marxismu-leninismu.
Po pádu komunismu se na XI. sjezdu 29.–30. ledna 1990 strana PSDS rozpustila a část členů založila dvě nové sociálně demokratické strany, na což dostali od Komunistické strany Sovětského svazu částku přes 1 milión dolarů v rámci tzv. „moskevské půjčky“.
Část členů pod vedením Aleksandra Kwaśniewského, Leszka Millera a Mieczysława Rakowského založila Sociální demokracii Polské republiky (SdRP). Druhá část vytvořila Sociálnědemokratickou unii Polské republiky (USdRP), která se dále přejmenovala na Polskou unii sociálnědemokratickou, a Hnutí 8. července.
Dne 9. listopadu 1990 Sejm schválil Zákon o převzetí majetku bývalé PSDS. Přebírání nemovitostí proběhlo většinou do roku 1992 ve prospěch samospráv, o část se vedly soudní spory až do roku 2000. Movitý majetek a finanční prostředky PSDS prakticky zmizely, podle poslanců SdRP šlo 90–95 % majetku na odstupné pro zaměstnance a na dobročinné účely.

## Generální tajemníci
|    | Celé jméno                     | Fotografie | Funkční období                     | Narození a úmrtí                    |
| -- | ------------------------------ | ---------- | ---------------------------------- | ----------------------------------- |
| 1. | Bolesław Bierut                |            | 22. prosinec 1948 – 12. duben 1956 | 18. březen 1892 – 12. duben 1956    |
| 2. | Edward Ochab                   |            | 20. březen 1956 – 21. říjen 1956   | 16. srpen 1906 – 1. květen 1989     |
| 3. | Władysław Gomułka              |            | 21. říjen 1956 – 20. prosinec 1970 | 6. únor 1905 – 1. září 1982         |
| 4. | Edward Gierek                  |            | 20. prosinec 1970 – 6. červen 1980 | 6. leden 1913 – 29. červenec 2001   |
| 5. | Stanisław Kania                |            | 6. září 1980 – 18. říjen 1981      | 8. březen 1927 – 3. březen 2020     |
| 6. | Gen. Wojciech Jaruzelski       |            | 18. říjen 1981 – 29. červenec 1989 | 6. červenec 1923 – 25. květen 2014  |
| 7. | Mieczysław Franciszek Rakowski |            | 29. červenec 1989 – 29. leden 1990 | 1. prosinec 1926 – 8. listopad 2008 |